# Feira Nova do Maranhão
Feira Nova do Maranhão – miasto i gmina w Brazylii, w Regionie Północno-Wschodnim, w stanie Maranhão.  
Ma powierzchnię 1473,41 km². Według danych ze spisu ludności w 2010 roku gmina liczyła 8126 mieszkańców, a gęstość zaludnienia wynosiła 5,52 osób/km². Dane szacunkowe z 2019 roku podają liczbę 8504 mieszkańców. 
W 2017 roku produkt krajowy brutto per capita wyniósł 7795,59 reali brazylijskich.
Gminę utworzono w 1994 roku, wcześniej tereny te administracyjnie były przynależne do gminy Riachão.